# Östra Tunhems kyrka
Östra Tunhems kyrka är en kyrkobyggnad som tillhör Gudhems församling (före 2006 Östra Tunhems församling) i Skara stift. Den ligger i norra delen av Falköpings kommun.

## Historia

### Den medeltida kyrkan
Östra Tunhems första stenkyrka byggdes på 1100-talet. Den var 15 alnar (omkring 9 meter) lång och 9 alnar (omkring 4,5 meter) bred och byggd av röda kalkstenshällar. Kyrkan blev emellertid lite använd och var redan på 1500-talet i dåligt skick. År 1831 var byggnaden så förfallen att den dömdes ut. Församlingen fick använda den närbelägna Ugglums kyrka för kyrkobesök. Klockstapeln bibehölls för bönringning. Kyrkobyggnaden användes som småskola fram till 1857, då skolan vid Källegården blev färdigställd.  År 1887 beslöts på kyrkostämman, att det som fanns kvar av byggnaden skulle rivas och materialet användas som vägfyllning.

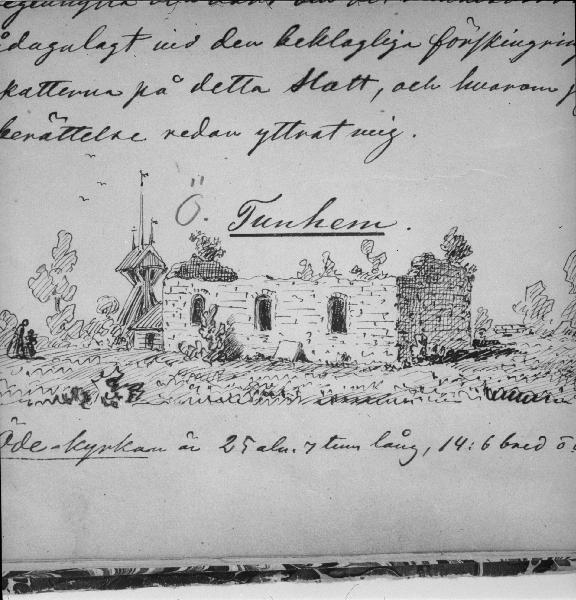
Östra Tunhems ruin år 1863. Teckning av P. A. Säve.
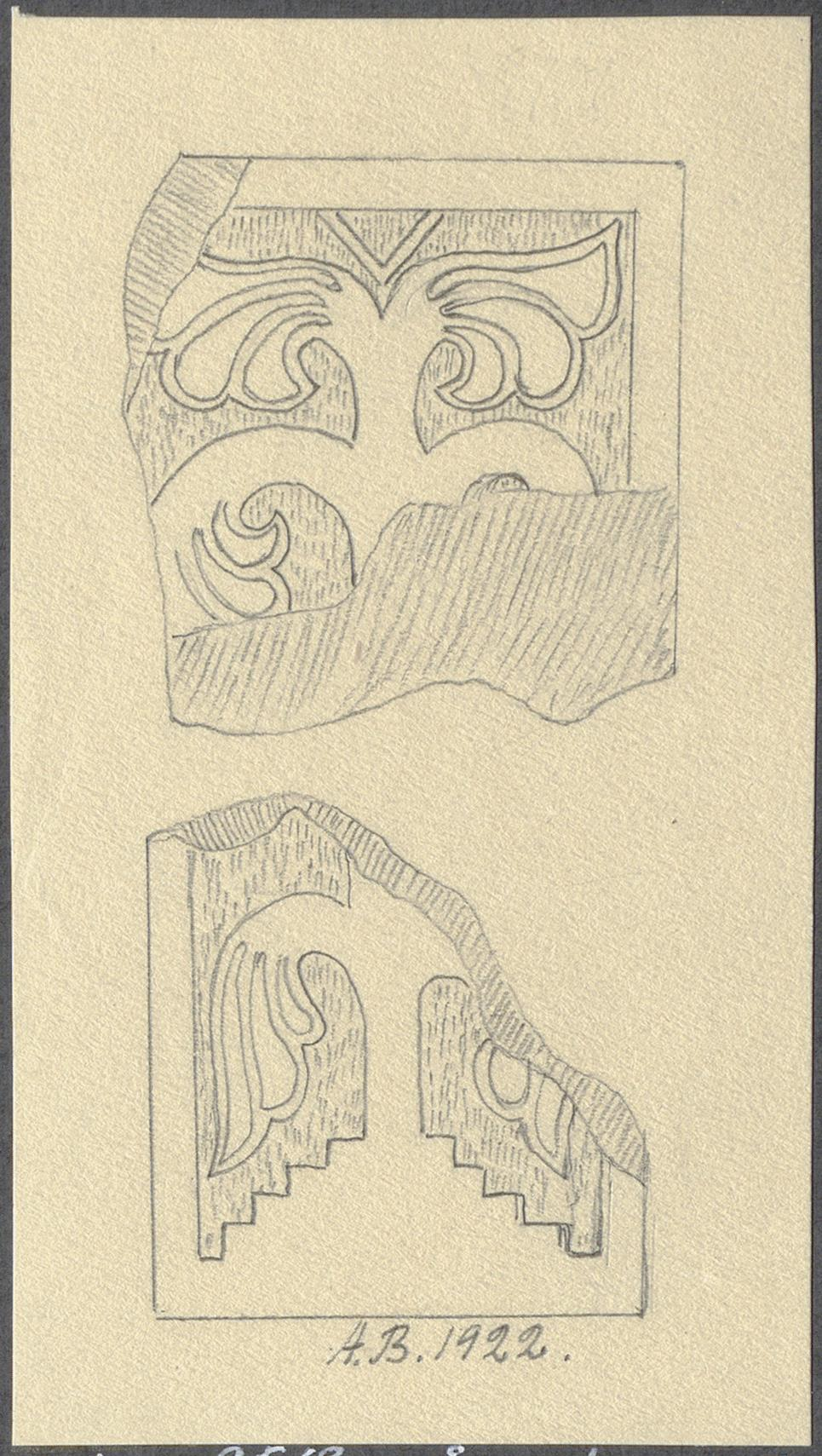
Medeltida gravsten/Liljesten. Teckning av Assar Blomberg 1922.

### 1900 års kyrka
Den nya kyrkan byggdes några hundra meter från den gamla kyrkogården och invigdes den 19 augusti år 1900 av biskop Keijser. Den ritades av boråsarkitekten Lars Kellman. I november 1938 eldhärjades byggnaden så svårt att den totalförstördes. Endast nattvardskärlen, som förvarades på annat håll, undkom branden.

### 1949 års kyrka
Återuppbyggnaden fick vänta till efter andra världskriget. Kyrkan uppfördes 1946-1949 i förenklad och mer traditionell form efter ritningar av Adolf Niklasson varefter den invigdes av biskop Gustaf Ljunggren. Kvar av den gamla medeltida kyrkan finns endast vapenhuset som under många år fått göra tjänst som fähus.
Byggnaden är vitputsad med torn i väster och tegeltäckt långhus. Tornet har gråmålat plåttak. Vapenhus och entré i tornets bottenvåning. Interiör med mittgång och fasta bänkkvarter med altare mot fondväggen. Bakom altaret återfinns sakristian, som har egen ingång.  

## Inventarier
- Ljuskronor, lampetter, ljusstakar och vaser har tillverkats av Johanssons Gelbgjuteri i Skara.
- Orgeln är från 1950 och är byggd av Liareds orgelbyggeri.